# Kay France
Kay France da Costa Pontes (João Pessoa, ? de 1962) é uma médica e maratonista aquática brasileira.

## História
Em 19 de agosto de 1979, Kay France atravessou a nado o Canal da Mancha, partindo da Praia de Shakespeare, em Dover, na Inglaterra, exatamente às 10h57, sendo acompanhada por um barco que levava além de seus pais, o observador do Channel Swimming Association (CSA) responsável por atestar que a atleta fez a travessia e que as regras foram cumpridas, e uma equipe da TV Globo.  Chegou às 22h53 em Wissant, na França, após 11 horas e 36 minutos de natação ininterrupta.
Kay foi a primeira mulher latino-americana a cruzar o Canal da Mancha, bem como a pessoa mais jovem, até então, a realizar tal feito. Na época, Kay tinha apenas 17 anos e, surpreendentemente, até os 12 anos não sabia nadar.
Após o retorno ao Brasil, aclamada, mas desiludida com falta de apoio, desabafou: "Foi mais difícil chegar à Inglaterra do que atravessar o Canal da Mancha". Com este sentimento, desistiu do esporte.
Formada em medicina pela Universidade Federal de Campina Grande, é médica conceituada com especialização na área de oftalmologia e clínica geral.